# Mendota (Illinois)
Mendota és una població dels Estats Units a l'estat d'Illinois. Segons el cens del tenia 7.272 habitants.

## Demografia
Segons el cens del 2000, Mendota tenia 7.272 habitants, 2.748 habitatges, i 1.901 famílies. La densitat de població era de 742,8 habitants/km².
Dels 2.748 habitatges en un 32,9% hi vivien nens de menys de 18 anys, en un 55,5% hi vivien parelles casades, en un 9,9% dones solteres, i en un 30,8% no eren unitats familiars. En el 27,3% dels habitatges hi vivien persones soles el 14,7% de les quals corresponia a persones de 65 anys o més que vivien soles. El nombre mitjà de persones vivint en cada habitatge era de 2,56 i el nombre mitjà de persones que vivien en cada família era de 3,1.
Per edats la població es repartia de la següent manera: un 25,6% tenia menys de 18 anys, un 9,4% entre 18 i 24, un 25% entre 25 i 44, un 21,5% de 45 a 60 i un 18,5% 65 anys o més.
L'edat mediana era de 38 anys. Per cada 100 dones de 18 o més anys hi havia 87 homes.
La renda mediana per habitatge era de 39.354 $ i la renda mediana per família de 46.279 $. Els homes tenien una renda mediana de 35.344 $ mentre que les dones 20.556 $. La renda per capita de la població era de 17.731 $. Aproximadament el 7,6% de les famílies i l'11,2% de la població estaven per davall del llindar de pobresa.

## Poblacions més properes
El següent diagrama mostra les poblacions més properes.